# Tilburg
Tilburg [wym. Tı̣lbürch] – miasto w południowej Holandii, w prowincji Brabancja Północna, nad Kanałem Wilhelminy, na wschód od Bredy, ok. 209 000 mieszkańców (2012) – szóste co do wielkości w Holandii. Siedziba Tilburg University.

## Historia

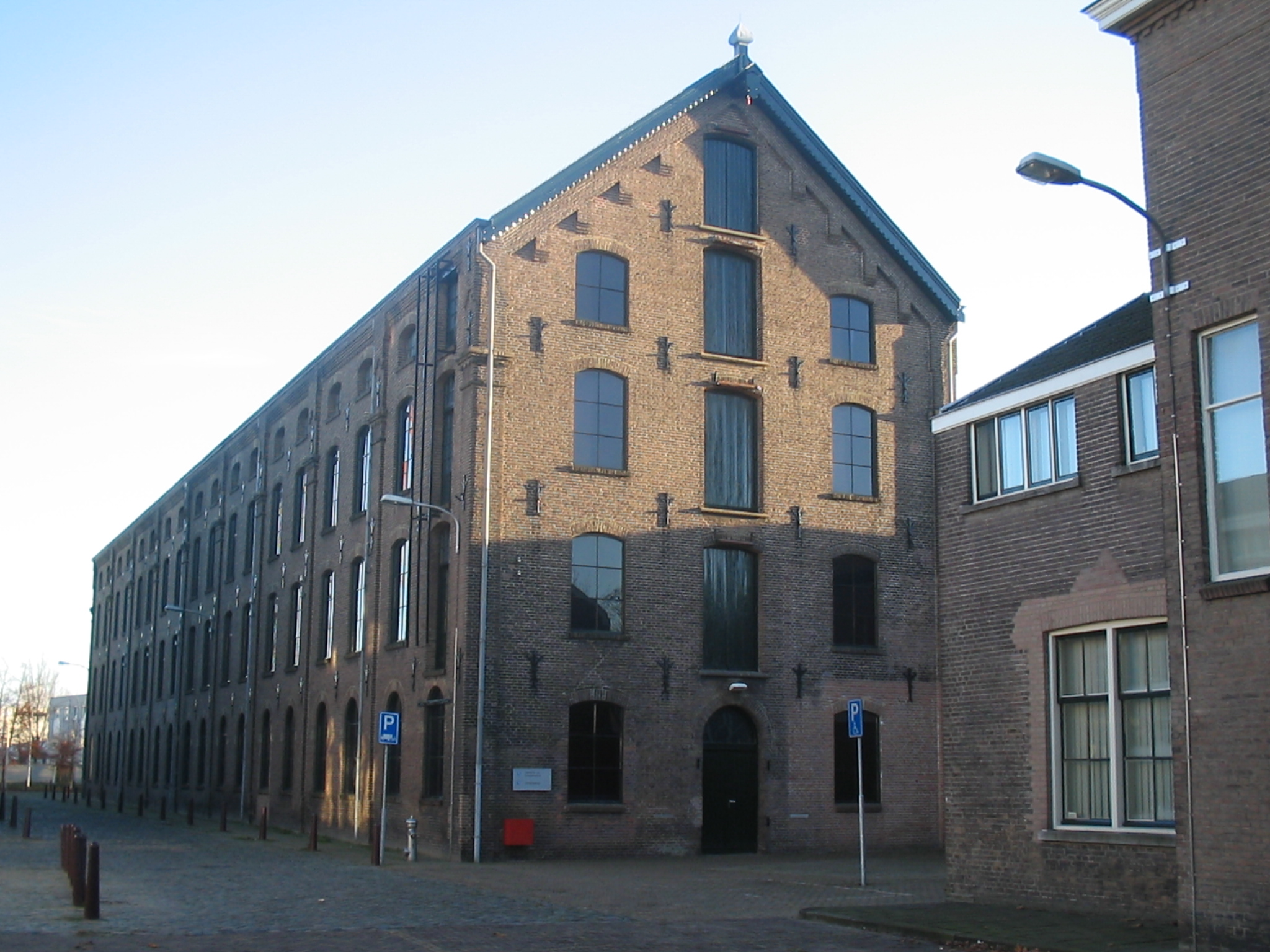
Muzeum Włókiennictwa

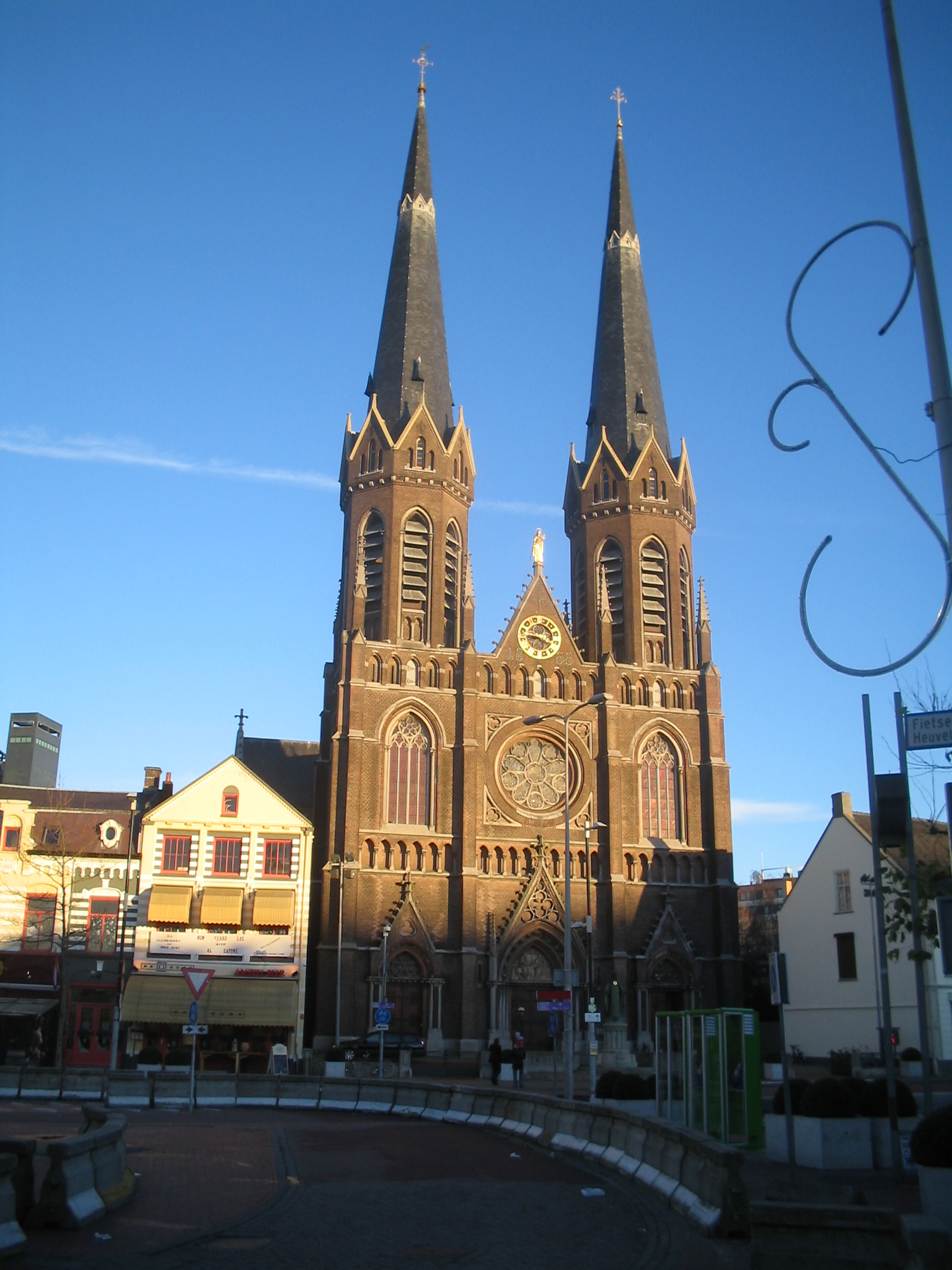
Kościół w Tilburgu

Niewiele wiadomo o początkach miasta. Nazwa Tilburg po raz pierwszy pojawiła się w dokumentach w 709 r. Tilburg uzyskał prawa miejskie 18 kwietnia 1809 r. Wówczas zamieszkiwało go ok. 9000 osób. W XIX w. był ważnym ośrodkiem przemysłu włókienniczego w Holandii. W latach 1866–1868 do tamtejszej szkoły średniej uczęszczał Vincent van Gogh.
Obecnie jest to przede wszystkim miasto akademickie – siedziba Tilburg University, założonego w 1927 r. i specjalizującego się w badaniach naukowych w zakresie w nauk społecznych (głównie prawo i ekonomia).

## Kultura

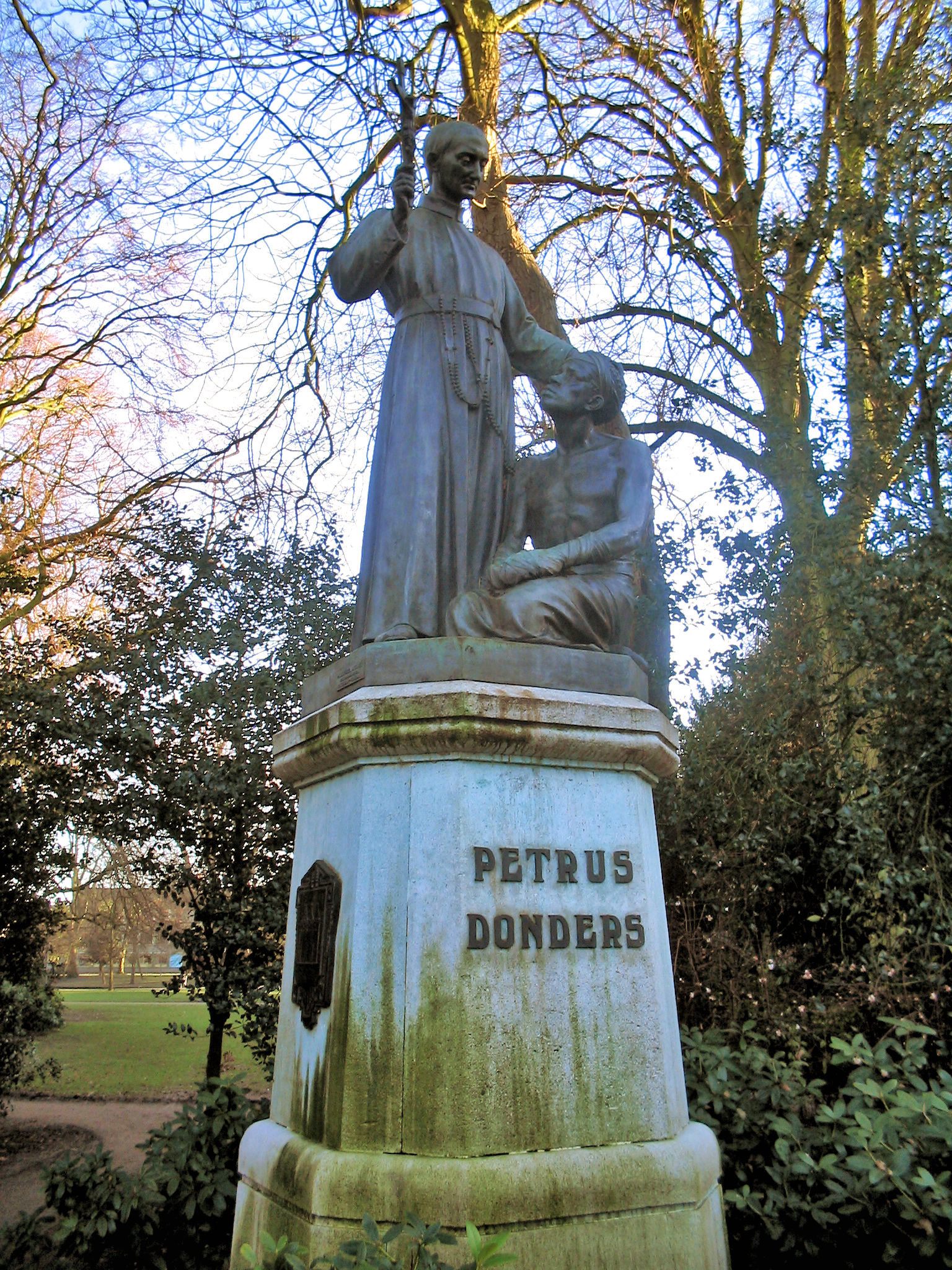
Pomnik Petrusa Dondersa w parku Wilhelminy

Miasto jest siedzibą Muzeum De Pont – muzeum sztuki nowoczesnej, ufundowanego przez prawnika i biznesmena Jana de Ponta (1915–1987), który urodził się w Tilburgu. Muzeum, które mieści się w budynku dawnej fabryki włókienniczej, otwarto w 1992 r. W centrum miasta znajduje się klub muzyczny Popcentrum 013.
Co roku (lipiec) organizowane jest tam największe w całej Brabancji Północnej wesołe miasteczko tzw. kermis – Tilburgse kermis. W latach 1977–1998 w Tilburgu odbywały się turnieje szachowe „Interpolis” i „Fontys”, wówczas jedne z najsilniej obsadzonych na świecie.

## Znane postaci związane z Tilburgiem
- Wilhelm II Holenderski (1792–1849) – król Niderlandów (1840–1849)
- bł. Petrus Donders CSsR – misjonarz
- Hendrick Joseph Cornelius Maria de Cocq SSCC – misjonarz, biskup Rarotongi
- Bas Rutten – sportowiec i aktor
- Ruud Jolie – gitarzysta grupy Within Temptation
- Theo l'Herminez – malarz
- Ruben van Assouw – jedyny ocalały z katastrofy lotniczej w Libii (maj 2010)
- Remy Bonjasky – utytułowany zawodnik formuły K-1

## Współpraca
Miejscowości partnerskie:
- Lublin, Polska
- Matagalpa, Nikaragua
- Saint-Gilles, Belgia
- Subotica, Serbia